# Sistema idrico dell'Oberharz
Il sistema idrico dell'Oberharz (in tedesco Oberharzer Wasserregal), chiamato anche Upper Harz Water Regale, è un sistema idrico composto da dighe, bacini, fossi e altre strutture, gran parte del quale sono stati costruiti dal XVI al XIX secolo per deviare e immagazzinare l'acqua per spingere le ruote idrauliche delle miniere nella regione tedesca dell'Alto Harz.
Il sistema idrico dell'Oberharz è uno dei più grandi e importanti sistemi storici di gestione delle acque minerarie al mondo. Le strutture sviluppate per la generazione di energia idrica sono state poste sotto tutela dal 1978 come monumenti culturali. La maggior parte sono ancora utilizzati, anche se oggigiorno il loro scopo è principalmente quello di sostenere la conservazione rurale (la conservazione di un paesaggio culturale storico), la conservazione della natura, il turismo e il nuoto.
Dal punto di vista della gestione dell'acqua, molti dei serbatoi svolgono ancora un ruolo nella protezione dalle inondazioni e nella fornitura di acqua potabile. Il 31 luglio 2010 il sistema idrico è stato dichiarato Patrimonio dell'Umanità dall'UNESCO affiliato alle Miniere di Rammelsberg e alla Città Storica di Goslar.
Costituisce uno dei più grandi, importanti e storici sistemi di gestione delle acque minerarie al mondo. Le strutture sviluppate per la generazione di energia idrica sono state protette dal 1978 come monumenti culturali. Dal punto di vista della gestione delle risorse idriche, molti dei bacini proteggono il territorio dalle inondazioni e forniscono acqua potabile.
Il sistema idrico copre un'area di circa 200 chilometri quadrati all'interno della Bassa Sassonia, la maggior parte delle strutture si trovano nelle vicinanze di Clausthal-Zellerfeld, Hahnenklee, Sankt Andreasberg, Buntenbock, Wildemann, Lautenthal, Schulenberg, Altenau e Torfhaus.

## Storia
Il sistema idrico nasce come una prerogativa reale; ossia, attraverso i cosiddetti Bergregal, o "diritti minerari", il monarca concedeva il diritto di attività di estrazione, mentre con il Wasserregal, dava la possibilità di utilizzare le risorse idriche locali a scopo di estrazione. Questo "wasser regale" o "diritto di usare l'acqua" faceva parte del Bergfreiheit o dei diritti minerari che erano validi in Bassa Sassonia fino agli anni '60.
In tedesco, il termine Oberharzer Wasserwirtschaft (la gestione delle risorse idriche dell'Oberharz) è stato spesso utilizzato per riferirsi a queste strutture storiche. Tuttavia negli ultimi cento anni un sistema di gestione dell'acqua moderno e intensivo è stato messo in atto nell'Alto Harz sotto forma di una serie di nuove dighe e delle loro strutture e fossati associati.

### L'industria mineraria

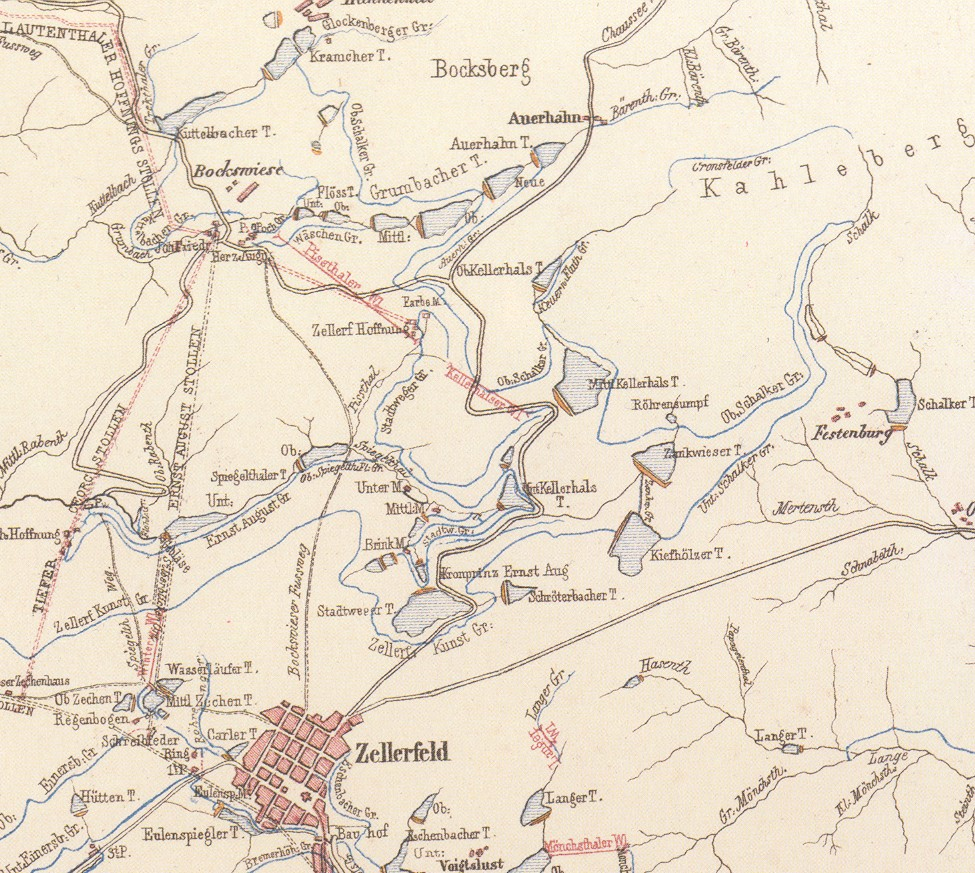
Il sistema idraulico nel 1868 intorno a Zellerfeld

L'Alto Harz era una volta una delle regioni minerarie più importanti della Germania. I principali prodotti delle sue miniere erano argento, rame, piombo, ferro e, dal XIX secolo, anche zinco. La principale fonte di reddito, tuttavia, era l'argento. Dal XVI alla metà del XIX secolo circa il 40-50% dell'intera produzione d'argento tedesca ebbe origine nell'Alto Harz. Le tasse raccolte da questo hanno contribuito in modo significativo alle entrate delle case reali di Hannover e Brunswick-Wolfenbüttel e hanno contribuito a garantire le loro posizioni di potere e influenza all'interno del Sacro Romano Impero.
La sua redditività giustificava un alto impegno in termini di investimenti e sforzi. Con la presente l'industria mineraria dell'Alto Harz ha prodotto un numero considerevole di innovazioni e invenzioni, compresi progressi importanti come il motore a colonna d'acqua (Wassersäulenmaschine) e il cavo metallico.

### Miniere e sistema idrico

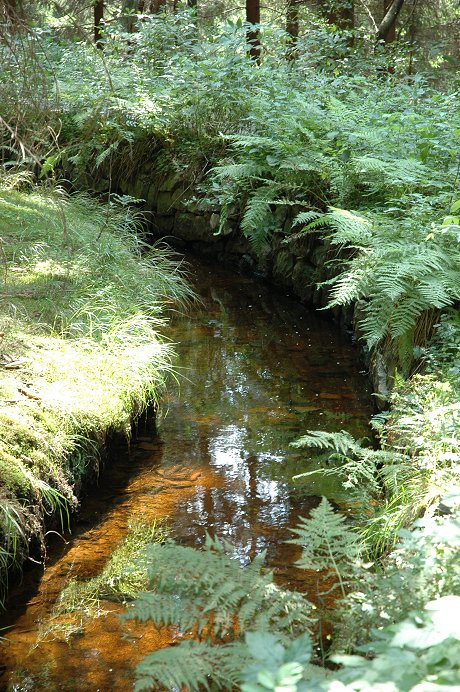
Modello di canalizzazione in superficie

L'estrazione mineraria diventò un'attività ad alta intensità energetica quando lo scavo si estese per una distanza significativa nel sottosuolo. Nell'Alto Harz, l'estrazione delle vene (Gangerzbergbau) era la principale forma di estrazione, con scavi che seguivano le logge quasi verticali fino alla terra. Solo pochi metri più in basso l'ingresso di acqua ha aumentato notevolmente la difficoltà di scavo. Inizialmente veniva asciugato utilizzando uomini in piedi su scale, i cosiddetti Wasserknechten ("servitori dell'acqua"), con i loro secchi di cuoio. Successivamente, l'introduzione di ruote idrauliche spinte da cavalli (Göpel) ha permesso di sollevare maggiori quantità di acqua. Ma i cavalli erano costosi e dovevano essere cambiati ogni poche ore. Di conseguenza, le miniere, in particolare quelle più ricche e profonde, hanno iniziato a utilizzare sistemi idroelettrici, in grado di funzionare ininterrottamente, 24 ore al giorno. Per fare ciò, i flussi venivano deviati su ruote idrauliche che azionavano pompe alternative per sollevare l'acqua da maggiori profondità e in quantità maggiori. Il principio era sollevare l'acqua con l'acqua.
Per far funzionare queste ruote idrauliche, era necessaria una fornitura continua e sostanziale di acqua. Sebbene l'Alto Harz, con una precipitazione annuale di oltre 1300 millimetri all'anno, ricevesse abbondanti quantità d'acqua, le miniere spesso si trovavano in alto sulle montagne vicino agli spartiacque dove c'erano solo pochi corsi d'acqua di qualsiasi dimensione. Inoltre il flusso dei torrenti di montagna nel terreno roccioso era molto variabile. Spesso sono bastate poche settimane di scarse precipitazioni per minacciare l'approvvigionamento idrico delle miniere. Ciò ha comportato la chiusura di diverse miniere.
Nel loro periodo di massimo splendore, le miniere dell'Alto Harz erano tra le più profonde del mondo. Ad esempio, già nel 1700 furono superate le profondità dei pozzi di 300 metri e, intorno al 1830, si raggiunse una profondità di 600 metri; questo era ora così profondo che la miniera era effettivamente sotto il livello del mare - qualcosa che era considerato significativo in quel momento. I pozzi profondi, tuttavia, richiedevano livelli di energia elevati per sollevare minerali e acque di fossa. Questo elevato consumo di energia, combinato con la forte domanda di acqua, ha portato a tentativi ancora più faticosi di sviluppare la potenza idrica disponibile.
I minatori di solito costruivano nuove strutture idriche in quei periodi in cui nessun minerale poteva essere estratto a causa della mancanza di acqua per alimentare le ruote. Quando le ruote idrauliche smisero di funzionare, l'acqua sotterranea che penetrava nella miniera non poteva più essere rimossa; la miniera annegò ei minatori furono cacciati. Durante queste fasi i lavori si sono concentrati sul potenziamento delle strutture del sistema idrico stesso.

### Deviazione dell'acqua e elementi di stoccaggio
In tutto sono stati costruiti 143 stagni artificiali, 500 chilometri di fossato e 30 chilometri di tunnel per la raccolta, la deviazione e lo stoccaggio delle acque di deflusso superficiale nell'Alto Harz. Inoltre circa 100 chilometri di prese di scolo sono inclusi come parte del sistema idrico. Queste strutture, tuttavia, non erano tutte in funzione contemporaneamente. Oggi sono mantenuti operanti circa 65 stagni artificiali, 70 chilometri di fossati e 20 chilometri di tunnel.
Il principio della deviazione dell'acqua è quello di raccogliere l'acqua in fossati, che corrono quasi paralleli ai contorni del pendio, e di deviarla verso le aree minerarie. Questi canali di rifornimento possono facilmente essere lunghi dieci o più chilometri. A volte l'acqua così raccolta non veniva convogliata direttamente alle ruote idrauliche, ma in grandi stagni artificiali arginati che fungevano da serbatoi, al fine di garantire la disponibilità di acqua a sufficienza per le ruote anche in periodi di siccità. Dagli scarichi di fondo di questi stagni l'acqua poteva essere convogliata in un sistema di fossi per alimentare le ruote idrauliche. Di solito più ruote erano disposte una dopo l'altra, come una cascata, in modo che l'acqua potesse essere utilizzata per guidare più di una ruota. Per condurre l'acqua sul maggior numero di ruote possibile, doveva essere raccolta, immagazzinata e instradata alla massima elevazione possibile.
La tecnologia dell'epoca non consentiva la realizzazione di dighe con altezze superiori a circa 15 metri. Ciò significava che dovevano essere disposti molti piccoli stagni anziché alcuni più grandi. Organizzando gli stagni in una cascata, l'acqua potrebbe essere trattenuta ad un'altitudine elevata per azionare il maggior numero possibile di ruote idrauliche. Sono state costruite alcune di queste cascate di laghetti, comprendenti da quattro a sei stagni.
La maggior parte delle ruote idrauliche veniva utilizzata per azionare le pompe. Occasionalmente, la potenza che generavano doveva essere trasmessa per diverse centinaia di metri alla miniera stessa utilizzando aste piatte. Miniere importanti avevano anche una ruota idraulica reciproca che veniva utilizzata per fornire energia per il trasporto del minerale e del materiale da frantumare.  A parte alcune ricostruzioni, le ruote idrauliche sono tutte scomparse nel secolo scorso.

## L'uso odierno
In seguito alla chiusura delle centrali elettriche, la gestione degli impianti del sistema idrico fu inizialmente trasferita al dipartimento forestale statale della Bassa Sassonia, che las mantenne attraverso l'ufficio forestale di Clausthal-Zellerfeld al costo di molto lavoro e denaro. Per sgravare le casse dello stato, nel 1991 la società privata della Harzwasserwerke fu incaricata di gestire e mantenere 65 serbatoi, 70 chilometri di fossati e 20 chilometri di tunnel d'acqua. L'Harzwasserwerke ha delegato la gestione del Sistema idrico dell'Oberhrz al suo ufficio di Clausthal-Zellerfeld. Non viene speso denaro pubblico; il costo della manutenzione, deve essere sostenuto dalla Harzwasserwerke attraverso la sua vendita di acqua potabile.
Oltre alle strutture affidate alla Harzwasserwerke c'è un gran numero di rovine di dighe, ingressi di tunnel e diverse centinaia di chilometri di fossati che non vengono mantenuti. Queste strutture godono dello status di un cosiddetto monumento protetto passivo. Ciò significa che sono come le rovine dei castelli, soggette a un decadimento molto graduale, ma che non possono essere distrutte da misure moderne senza un permesso legale secondo la legge sulla conservazione.
Fra i bacini ancora utilizzati, si ricorda quello di Hirschler è utilizzato dai servizi pubblici di Clausthal-Zellerfeld per fornire acqua potabile a Clausthal-Zellerfeld e Altenau.